# Pedro Costa Ferreira
Pedro Miguel Costa Ferreira (Barcelos, 1º gennaio 1991) è un calciatore portoghese, centrocampista del Tivoli.

## Carriera
Cresce calcisticamente con il Barroselas, club della sua città natale, successivamente passa al Gil Vicente; si trasferisce poi in Italia, dove gioca per un anno nelle giovanili dell'Inter e per un anno nelle giovanili del Sassuolo. Nella stagione 2008-2009 fa la sua prima esperienza in una prima squadra, giocando in Eccellenza nella Dorando Pietri di Carpi, società vicina al Sassuolo, dove ben figura totalizzando 32 presenze ed 8 reti e vincendo il campionato; torna quindi al Sassuolo, con cui nella stagione 2009-2010 gioca nel Campionato Primavera, disputando anche una partita di Coppa Italia con la prima squadra. A fine stagione si trasferisce in prestito al Teramo, con cui nella stagione 2010-2011 arriva secondo in classifica in Serie D segnando 4 reti in 28 presenze; milita in quinta serie anche nel corso della stagione 2011-2012, conclusa con 2 reti in 32 presenze con la maglia dell'Ancona, dove giocava in prestito dal Sassuolo e con cui perde la finale play-off del suo girone contro la Sambenedettese, giocando da titolare sia nella semifinale vinta per 4-3 contro la Civitanovese che nella finale persa per 2-1 contro la Sambenedettese.
Nella stagione 2012-2013 passa al Messina, con cui segna 7 reti in 23 presenze in Serie D, campionato che la squadra siciliana vince venendo promossa in Lega Pro Seconda Divisione. Costa Ferreira viene riconfermato per la stagione 2013-2014, nella quale realizza un gol in 3 presenze in Coppa Italia Lega Pro; va inoltre a segno 14 volte in 27 partite in campionato (che conclude da miglior marcatore stagionale della squadra siciliana), terminato al primo posto in classifica e con la promozione in Lega Pro. Colleziona inoltre altre 2 presenze in Supercoppa di Lega di Seconda Divisione, nella doppia sfida persa contro il Bassano, concludendo la stagione con un totale complessivo di 32 presenze e 15 reti.
Nel luglio del 2014 Costa Ferreira si trasferisce alla Virtus Entella, formazione neopromossa in Serie B, con cui firma un contratto triennale; con i liguri nella stagione 2014-2015 gioca 2 partite in Coppa Italia, 35 partite in campionato (competizione in cui segna 2 reti) e 2 nei play-out (nei quali segna un'ulteriore gol), al termine dei quali la Virtus Entella retrocede in Lega Pro. I liguri in estate vengono ripescati in Serie B, campionato in cui Costa Ferreira milita quindi anche nel corso della stagione 2015-2016 e 2016-2017 totalizzando complessivamente in due stagioni e mezzo 83 presenze e 7 gol.
Il 20 gennaio 2017 passa a titolo definitivo al Lecce, legandosi con la squadra pugliese fino al 30 giugno 2019. Con i giallorossi disputa una stagione e mezzo, ottenendo la promozione in Serie B al termine del campionato 2017-2018.
Il 21 agosto 2018 si trasferisce in prestito al Trapani, in Serie C. Con 37 presenze stagionali contribuisce alla promozione in Serie B del club siciliano.
Rientrato al Lecce, il 2 settembre 2019 si trasferisce a titolo definitivo al Teramo, in Serie C.
Successivamente ha giocato per un biennio con il Potenza e per un breve periodo con la Fidelis Andria. Il 2 agosto 2023 è stato ufficializzato il tesseramento con l'Avezzano in Serie D; nel dicembre dello stesso anno, dopo 10 presenze senza reti, il club abruzzese ha comunicato la rescissione del contratto di Costa Ferreira, che contestualmente si trasferisce a L’Aquila, altro club abruzzese militante in Serie D. Nella stagione 2024-2025 gioca con i laziali del Tivoli, in Eccellenza.

## Statistiche

### Presenze e reti nei club
Statistiche aggiornate al 18 aprile 2024.
| Stagione              | Squadra               | Campionato            | Campionato | Campionato | Coppe nazionali | Coppe nazionali | Coppe nazionali | Coppe continentali | Coppe continentali | Coppe continentali | Altre coppe | Altre coppe | Altre coppe | Totale | Totale |
| Stagione              | Squadra               | Comp                  | Pres       | Reti       | Comp            | Pres            | Reti            | Comp               | Pres               | Reti               | Comp        | Pres        | Reti        | Pres   | Reti   |
| --------------------- | --------------------- | --------------------- | ---------- | ---------- | --------------- | --------------- | --------------- | ------------------ | ------------------ | ------------------ | ----------- | ----------- | ----------- | ------ | ------ |
| 2008-2009             | Dorando Pietri        | Ecc                   | 32         | 8          | CI-Dil.         | 1               | 0               |                    | -                  | -                  |             | -           | -           | 33     | 8      |
| 2009-2010             | Sassuolo              | B                     | 0          | 0          | CI              | 1               | 0               |                    | -                  | -                  |             | -           | -           | 1      | 0      |
| 2010-2011             | Teramo                | D                     | 28         | 4          | CI-D            | 1               | 0               |                    | -                  | -                  |             | -           | -           | 29     | 4      |
| 2011-2012             | Ancona                | D                     | 32+2       | 2+0        | CI-D            | 2               | 2               |                    | -                  | -                  |             | -           | -           | 36     | 4      |
| 2012-2013             | Messina               | D                     | 23         | 7          | CI-D            | 2               | 0               |                    | -                  | -                  |             | -           | -           | 25     | 7+     |
| 2013-2014             | Messina               | 2D                    | 27         | 14         | CI-LP           | 3               | 1               |                    | -                  | -                  | Sup.-2D     | 2           | 0           | 32     | 15     |
| Totale Messina        | Totale Messina        | Totale Messina        | 50         | 21         |                 | 5               | 1               |                    | -                  | -                  |             | 2           | 0           | 57     | 22     |
| 2014-2015             | Virtus Entella        | B                     | 35+2       | 2+1        | CI              | 2               | 0               |                    | -                  | -                  |             | -           | -           | 39     | 3      |
| 2015-2016             | Virtus Entella        | B                     | 34         | 4          | CI              | 1               | 0               |                    | -                  | -                  |             | -           | -           | 35     | 4      |
| 2016-gen. 2017        | Virtus Entella        | B                     | 8          | 0          | CI              | 1               | 0               |                    | -                  | -                  |             | -           | -           | 9      | 0      |
| Totale Virtus Entella | Totale Virtus Entella | Totale Virtus Entella | 77+2       | 6+1        |                 | 4               | 0               |                    | -                  | -                  |             | -           | -           | 83     | 7      |
| gen.-giu. 2017        | Lecce                 | LP                    | 16+4       | 2+0        | CI+CI-LP        | -               | -               |                    | -                  | -                  |             | -           | -           | 20     | 2      |
| 2017-2018             | Lecce                 | C                     | 25         | 1          | CI+CI-C         | 2+2             | 0+1             |                    | -                  | -                  | SC          | 2           | 0           | 31     | 2      |
| Totale Lecce          | Totale Lecce          | Totale Lecce          | 41+4       | 3          |                 | 4               | 1               |                    | -                  | -                  |             | 2           | 0           | 51     | 4      |
| ago. 2018-2019        | Trapani               | C                     | 33+4       | 0          | CI+CI-C         | 0+5             | 2               |                    | -                  | -                  |             | -           | -           | 42     | 2      |
| 2019-2020             | Teramo                | C                     | 24         | 2          | CI-C            | 1               | 0               |                    | -                  | -                  |             | -           | -           | 25     | 2      |
| 2020-2021             | Teramo                | C                     | 33+1       | 6+0        | CI              | 2               | 0               |                    | -                  | -                  |             | -           | -           | 36     | 6      |
| Totale Teramo         | Totale Teramo         | Totale Teramo         | 86         | 12         |                 | 4               | 0               |                    | -                  | -                  |             | -           | -           | 90     | 12     |
| 2021-2022             | Potenza               | C                     | 20         | 3          | CI-C            | 0               | 0               |                    | -                  | -                  |             | -           | -           | 20     | 3      |
| 2022-2023             | Fidelis Andria        | C                     | 12         | 1          | CI-C            | 0               | 0               | -                  | -                  | -                  | -           | -           | -           | 12     | 1      |
| 2023-dic. 2023        | Avezzano              | D                     | 11         | 0          | CI-D            | 1               | 0               | -                  | -                  | -                  | -           | -           | -           | 12     | 0      |
| gen.-giu. 2024        | L’Aquila              | D                     | 14         | 2          | CI-D            | -               | -               | -                  | -                  | -                  | -           | -           | -           | 14     | 2      |
| Totale carriera       | Totale carriera       | Totale carriera       | 420        | 59         |                 | 27              | 6               |                    | -                  | -                  |             | 4           | 0           | 451    | 65     |

## Palmarès

### Club

#### Competizioni nazionali
- Serie D: 1

Messina: 2012-2013
- Lega Pro Seconda Divisione: 1

Messina: 2013-2014
- Serie C: 1

Lecce: 2017-2018 (girone C)

#### Competizioni regionali
- Eccellenza: 1

Dorando Pietri: 2008-2009 (girone A)